# آربلئاس
آربولئاس (به اسپانیایی: Arboleas) دهستانی در استان آلمریای اسپانیا است.
در این دهستان ۲٬۸۱۹ نفر زندگی می‌کنند. مساحت این دهستان ۶۶٫۲۲ کیلومتر مربع است.